# ロード・アトランタ
ロード・アトランタ (Road Atlanta) は、アメリカ合衆国のジョージア州ブラセルトンにあるサーキット。プチ・ル・マンの開催地として知られる。

## 概要

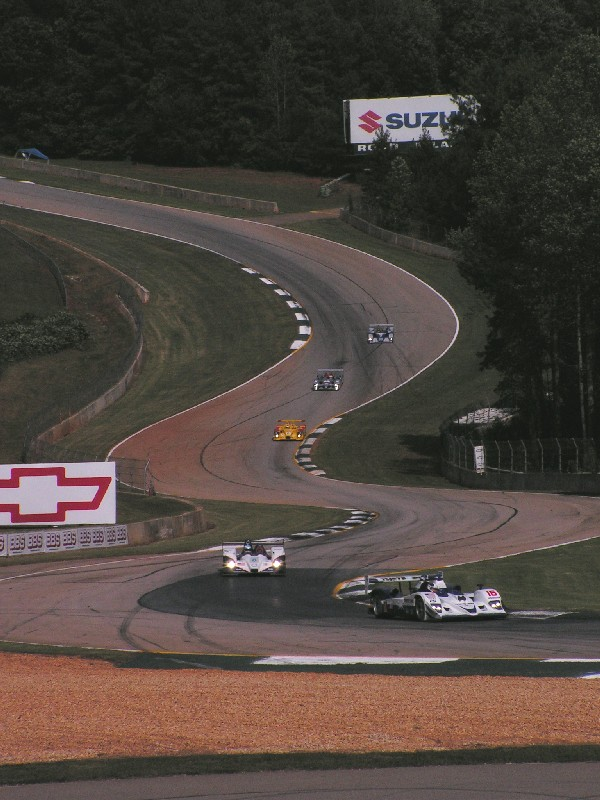
エッセ（2006年）

1970年開業。当時はCan-Am、IMSA GT選手権などのレースが行われた。しかし1993年、サーキットは破産。
その後1996年11月に、ドン・パノスによって買収され、彼はパノス社などモータースポーツ関連の事業の拠点をブラセルトンに移した。パノスはトラックに変更を加え、国際的なイベントを開催できるよう、国際自動車連盟（FIA）の基準にまで引き上げられた。トラックの内側にも新しいピットとパドックエリアが建設され、より大きなイベントが可能になり、10,000席のテラスエリアが新しいターン10の周りに建設された。
その後新たな世界的なシリーズを作りたいフランス西部自動車クラブ（ACO）は、ロード・アトランタの所有者であるドン・パノスと契約を結んだ。ACOはプチ・ル・マン（フランス語で小さなル・マン）と呼ばれるイベントを開催する為、ル・マンの名前をパノスに貸与することに同意。1998年、ロード・アトランタでの主要なレースが再開され、耐久レースの第1回プチ・ル マンが開催された。このレースは翌年から始まる、アメリカン・ル・マン・シリーズの前哨戦となった。レースは世界中の注目を集め、1998年のル・マン24時間レースで優勝した、ポルシェのワークスチームからのエントリーも含まれた。多数のヨーロッパチームが参戦し、ACOはレースが成功したと見なし、ACOとドン・パノスは計画を推し進め、1999年からアメリカン・ル・マン・シリーズ（ALMS）の開催を発表した。国際モータースポーツ協会（IMSA）は、今まで開催されたIMSA GT選手権が低迷していたため、新たにALMSの認可組織として引き継ぐことを決定した。
このコースは高低差が激しいのが特徴である。その影響か1998年第1回プチ・ル・マンのレースで、ポルシェ・911 GT1がポルシェ・LMP1 98を追走中に、ターン8とターン9の間で突然宙に舞い上がり、バックフリップして路面に叩きつけられるクラッシュが発生している（ドライブしていたヤニック・ダルマスは奇跡的に無傷）。
2012年9月、NASCARはグランダム・シリーズとALMSを統一した新シリーズ発足の為、傘下となったIMSA ホールディングスを通じ、ALMSを保有するパノス・モーター スポーツグループを買収した。買収した資産には、ロード ・アトランタ、セブリング・インターナショナル・レースウェイが含まれていた為、サーキットはIMSAの傘下となった。
2014年から、ALMSに替わりスタートした、ユナイテッド・スポーツカー選手権のシリーズ・レースのひとつとなった。